# Ida Williams
Ida Williams fue una actriz cinematográfica de nacionalidad estadounidense, activa en la época del cine mudo. 

## Biografía
Casada con el director C.J. Williams (1858–1945), adoptó en ocasiones, siguiendo la costumbre anglosajona, el nombre artístico de Mrs. C. Jay Williams o Mrs. C.J. Williams.
Actriz de carácter, fue una de las habituales del equipo de intérpretes que, en los años 1910, trabajaron para Edison Manufacturing Company, la productora cinematográfica fundada por Thomas Alva Edison. A lo largo de su carrera, que abarcó desde 1911 a 1916, trabajó en más de ochenta producciones, siendo dirigida en algunas de ellas por su marido.

## Filmografía
- It Served Her Right
- The Escaped Lunatic (1911)
- How the Telephone Came to Town
- The Troubles of A. Butler
- Stage-Struck Lizzie
- The New Editor (1912)
- The Commuter's Wife (1912)
- A Cowboy's Stratagem, de Bannister Merwin (1912)
- The Baby (1912)
- A Tenacious Solicitor, de C.J. Williams (1912)
- A Personal Affair, de C.J. Williams (1912)
- The Artist and the Brain Specialist, de C.J. Williams (1912)
- Eddie's Exploit (1912)
- The Angel and the Stranded Troupe, de C.J. Williams (1912)
- How Father Accomplished His Work, de C.J. Williams (1912)
- Apple Pies (1912)
- How the Boys Fought the Indians (1912)
- The Artist's Joke (1912)
- Madame de Mode, de C.J. Williams (1912)
- Marjorie's Diamond Ring, de C.J. Williams (1912)
- The Stranger and the Taxicab, de C.J. Williams (1912)
- Annie Crawls Upstairs, de Charles J. Brabin (1912)
- A Christmas Accident, de Harold M. Shaw (1912)
- The Running Away of Doris